# الدوري الأمريكي للمحترفين 1990
الدوري الأمريكي للمحترفين 1990 هو موسم من الدوري الأمريكي للمحترفين ‏. فاز فيه Maryland Bays ‏.